# Khertvisi
Khertvisi (in georgiano ხერთვისის ციხე?) è una delle più antiche fortezze della Georgia ed ebbe un ruolo strategico nel periodo feudale georgiano. Si trova nell'area meridionale del paese, nella regione storica della Meschezia. Nel 2007 è stata inserita tra i siti georgiani candidati all'ingresso nella lista dei patrimoni dell'umanità dell'UNESCO insieme al monastero rupestre di Vardzia.

## Storia
Il cronista medievale Leonti Mroveli riferisce che la città di Khertvisi nacque attorno al IV secolo a.C.. La fortezza fu edificata per la prima volta nel II secolo a.C., mentre la chiesa risale al 985. Le mura attuali furono costruite nel 1354. Secondo una leggenda la città di Khertvisi fu distrutta da Alessandro Magno. Tra il X e l'XI secolo la fortezza fu il cuore della regione della Meschezia. Durante il XII secolo il luogo divenne nuovamente un centro abitato.
Nel XIII secolo l'insediamento fu distrutto dai mongoli e fino al XV secolo perse qualsiasi centralità. In quel secolo divenne proprietà dei signori della terra appartenenti alla famiglia Jaqeli. Nel XVI secolo la Georgia meridionale subì l'invasione ottomana. Khertvisi rimase quindi sotto il dominio turco per 300 anni. Alla fine del XIX secolo gli eserciti georgiano e russo riconquistarono la fortezza, che divenne una base militare per le truppe georgiane e russe. La fortezza si trova su di un'alta collina rocciosa, nella stretta gola situata alla confluenza dei fiumi Mt'k'vari e Paravani.

## Galleria d'immagini

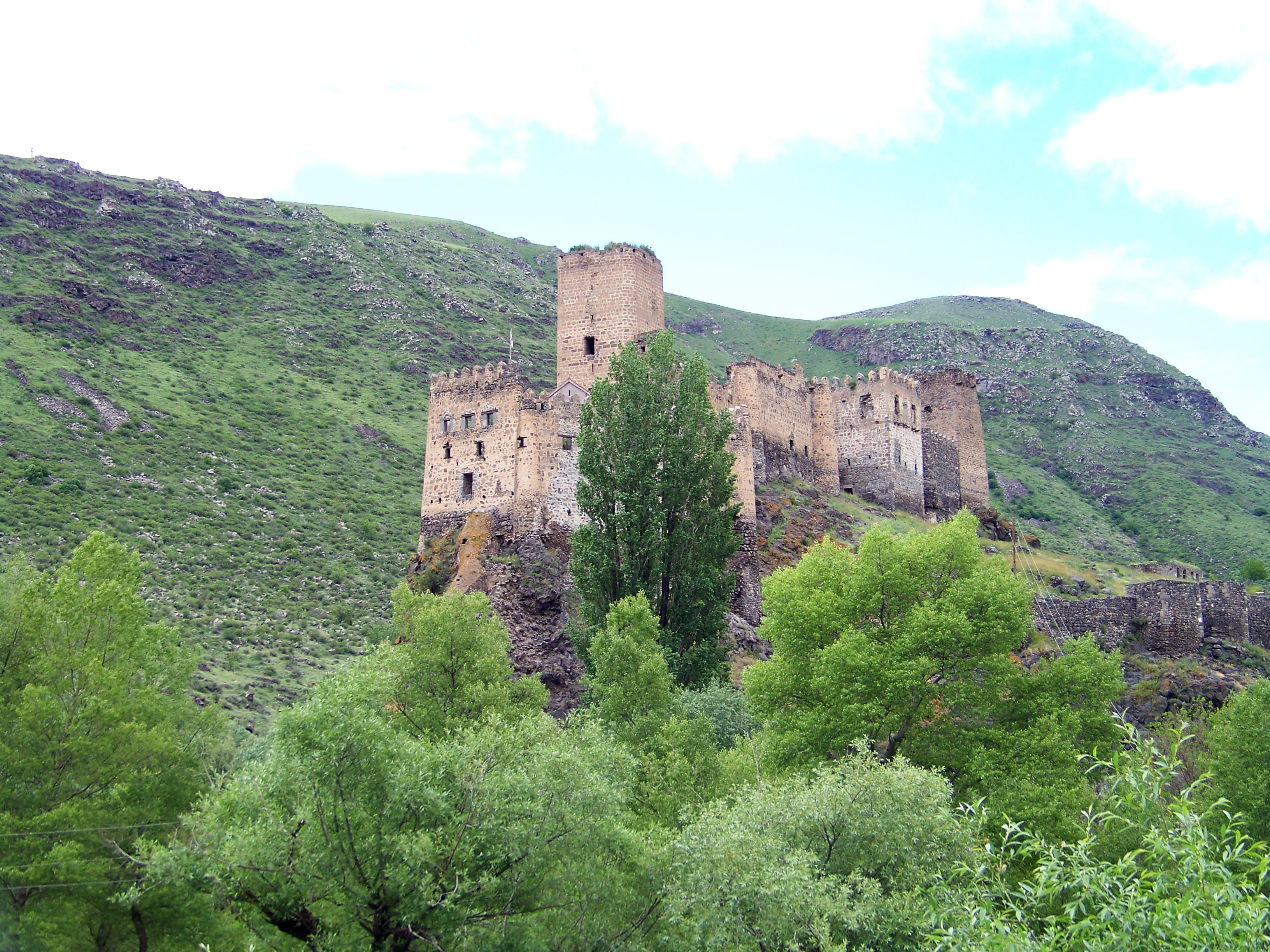
La fortezza
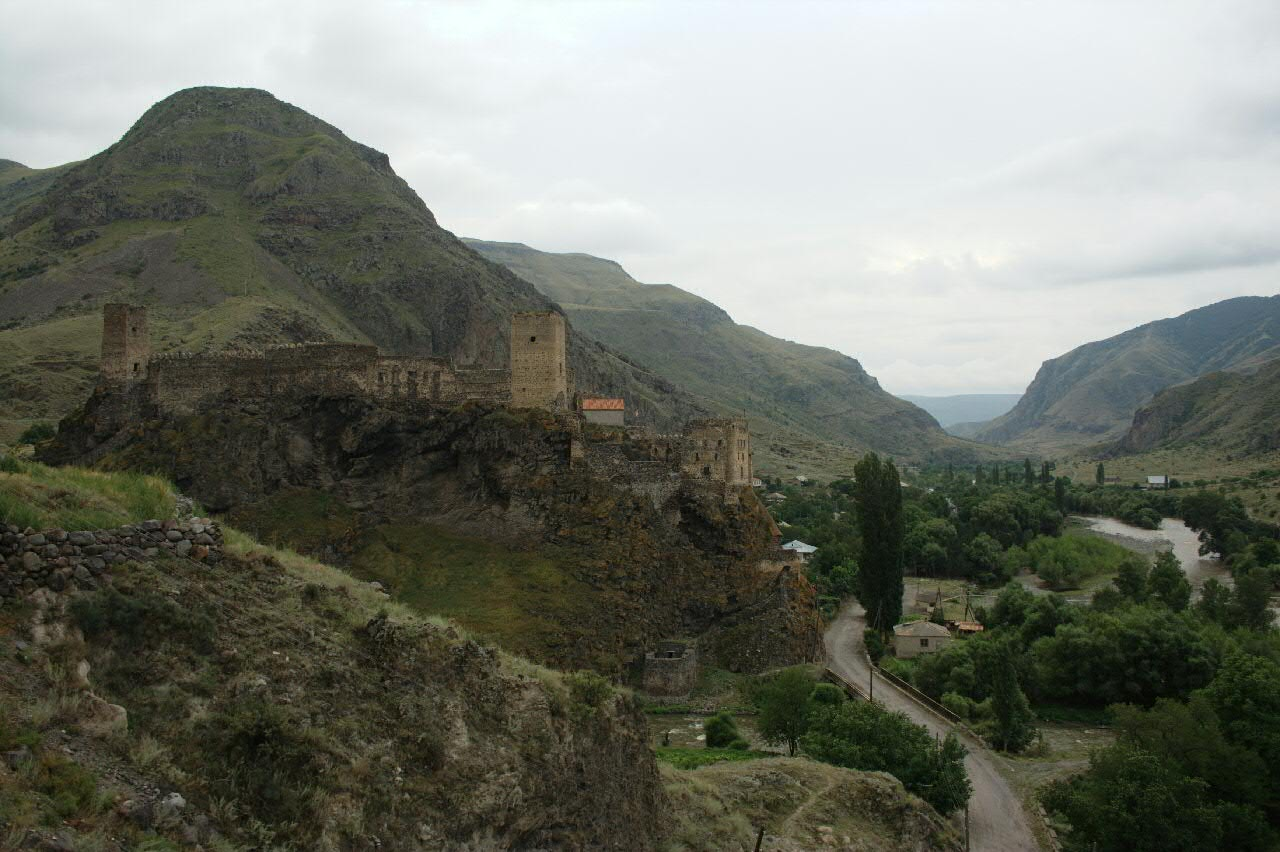
Il paesaggio circostante
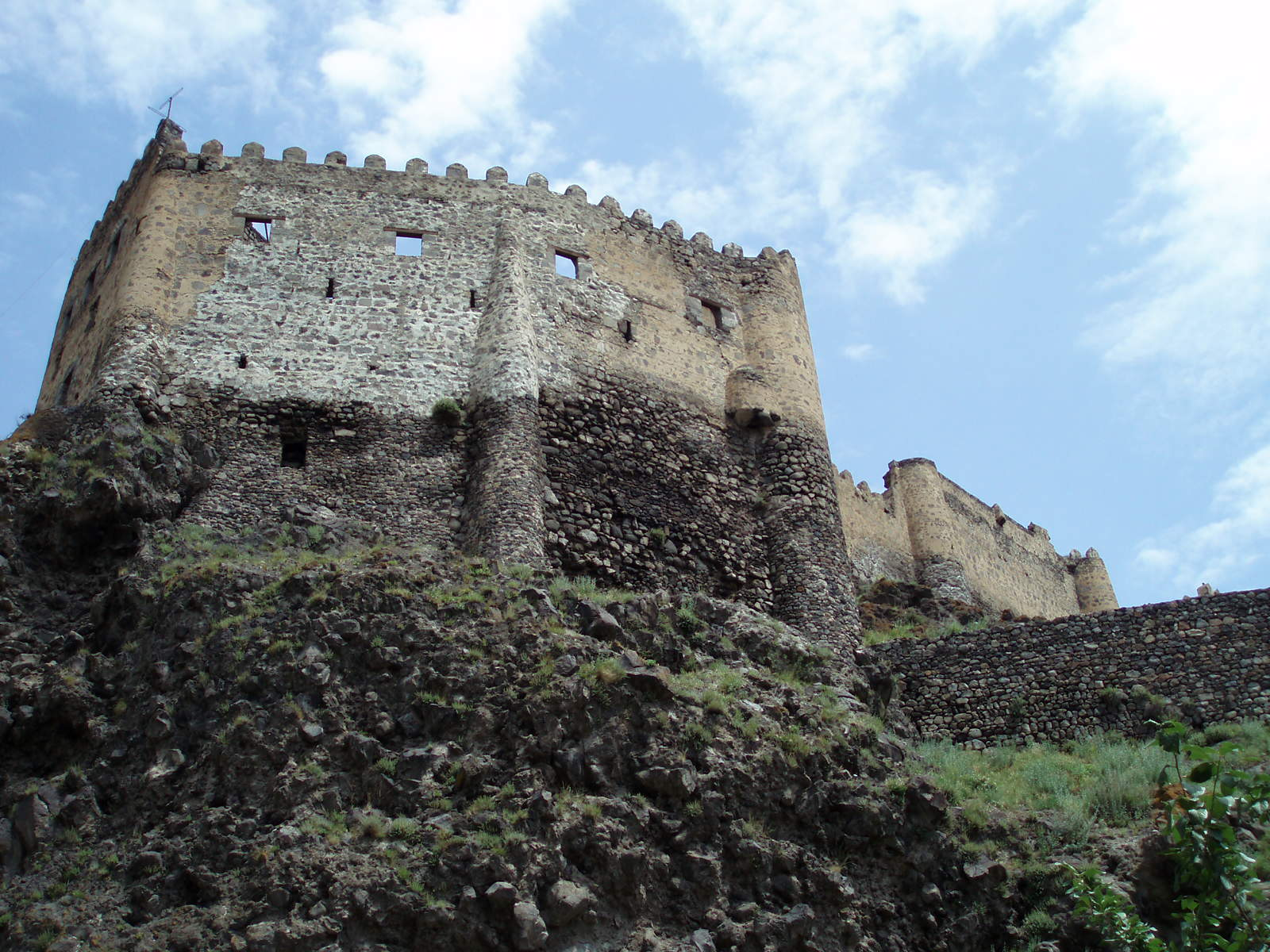
Le mura
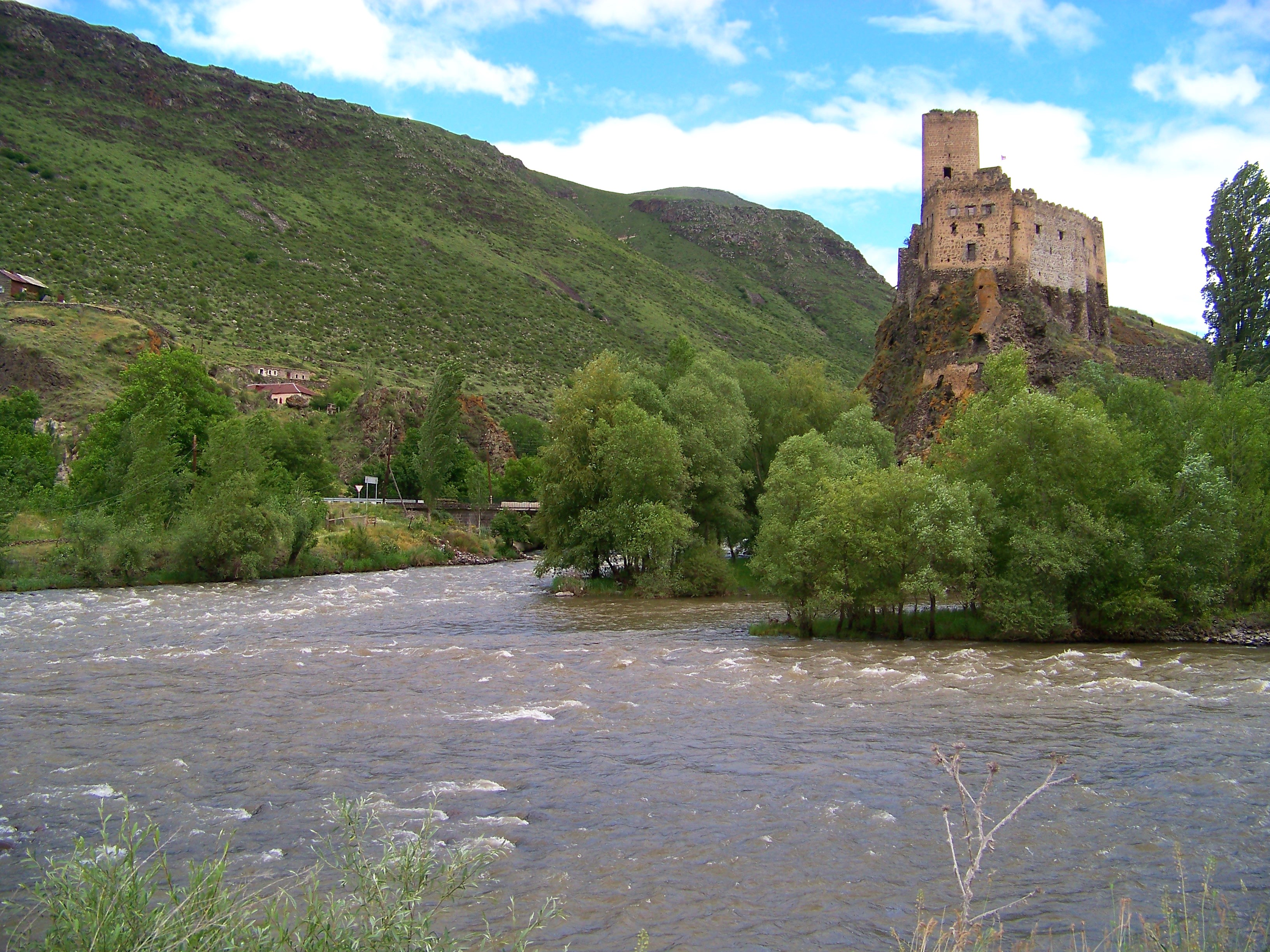